# Censimento degli Stati Uniti d'America del 1820
Il censimento degli Stati Uniti d'America del 1820 fu il quarto censimento condotto negli Stati Uniti d'America. Indetto il 7 agosto 1820 mostrò che in quell'anno erano 9.638.453 le persone residenti negli Stati Uniti e 1.538.022 erano Schiavi. 
Il centro della popolazione era posto a 120 miglia (190 km) ovest-nord ovest da Washington nella Contea di Hardy in Virginia (oggi Virginia Occidentale).

## Dati
All'atto del censimento vennero richieste le seguenti informazioni:
- Nome del campo famiglia
- Numero di componenti maschi bianchi liberi di età inferiore a 10 anni
- Numero di componenti maschi bianchi liberi di età compresa tra i 10 ed i 16 anni
- Numero di componenti maschi bianchi liberi di età compresa tra i 16 ed i 18 anni
- Numero di componenti maschi bianchi liberi di età compresa tra i 16 ed i 26 anni
- Numero di componenti maschi bianchi liberi di età compresa tra i 26 ed i 45 anni
- Numero di componenti maschi bianchi liberi di età superiore a 45 anni
- Numero di componenti femmine bianchi liberi di età inferiore a 10 anni
- Numero di componenti femmine bianchi liberi di età compresa tra i 10 ed i 16 anni
- Numero di componenti femmine bianchi liberi di età compresa tra i 16 ed i 18 anni
- Numero di componenti femmine bianchi liberi di età compresa tra i 16 ed i 26 anni
- Numero di componenti femmine bianchi liberi di età compresa tra i 26 ed i 45 anni
- Numero di componenti femmine bianchi liberi di età superiore a 45 anni
- Numero di stranieri non naturalizzati
- Numero di persone impiegate nella agricoltura
- Numero di persone impiegate nel commercio
- Numero di persone impiegate nella manifattura
- Numero di schiavi maschi di età inferiore a 14 anni
- Numero di schiavi maschi di età compresa tra i 14 ed i 26 anni
- Numero di schiavi maschi di età compresa tra i 26 ed i 45 anni
- Numero di schiavi maschi di età superiore a 45 anni
- Numero di schiavi femmine di età inferiore a 14 anni
- Numero di schiavi femmine di età compresa tra i 14 ed i 26 anni
- Numero di schiavi femmine di età compresa tra i 26 ed i 45 anni
- Numero di schiavi femmine di età superiore a 45 anni
- Numero di maschi di colore liberi di età inferiore a 14 anni
- Numero di maschi di colore liberi di età compresa tra i 14 ed i 26 anni
- Numero di maschi di colore liberi di età compresa tra i 26 ed i 45 anni
- Numero di maschi di colore liberi di età superiore a 45 anni
- Numero di femmine di colore liberi di età inferiore a 14 anni
- Numero di femmine di colore liberi di età compresa tra i 14 ed i 26 anni
- Numero di femmine di colore liberi di età compresa tra i 26 ed i 45 anni
- Numero di femmine di colore liberi di età superiore a 45 anni
- Numero di tutte le altre persone, esclusi i nativi americani non tassati